# Рошу (Ясси)
Рошу (рум. Roșu) — село у повіті Ясси в Румунії. Входить до складу комуни Редукенень.
Село розташоване на відстані 318 км на північний схід від Бухареста, 33 км на південний схід від Ясс.

## Населення
За даними перепису населення 2002 року у селі проживали 609 осіб, з них 608 осіб (99,8%) румунів. Усі жителі села рідною мовою назвали румунську.